# Habitatge al carrer Fossar, 27 (Rupit)
L'Habitatge al carrer Fossar, 27 és una casa de Rupit i Pruit (Osona) inclosa a l'Inventari del Patrimoni Arquitectònic de Catalunya.

## Descripció
Casa mitgera assentada sobre el desnivell del terreny i s'accedeix a través d'unes escales adossades al mur de migdia de la casa nº25. La planta no és de forma rectangular si no que un dels costats fa escaire. El portal és rectangular amb un balcó al damunt. Les finestres tenen els ampits motllurats per bé que estan molt deteriorats. Al segon pis les finestres són molt petites i s'abriguen sota el voladís de la teulada. És construïda en pedra i té alguns afegitons de pòrtland.

## Història
La importància d'aquest carrer rau sobretot en la bellesa arquitectònica dels edificis que la integren, tots ells construïts als segle XVII-XVIII i que han estat restaurats amb molta fidelitat. L'establiment de cavallers al Castell de Rupit als segles XII-XIII donà un caire aristocràtic a la vila. Al segle xiv la demografia baixà considerablement, no obstant en el fogatge del segle xvi s'observa un cert creixement i al segle xvii comença a ésser un nucli important de població, ja que durant la guerra dels Segadors (1654) s'hi establiren molt francesos.